# Pujkkoła
Pujkkoła (ros. Пуйккола) – osiedle w Rosji, w Karelii, w rejonie sortawalskim. W 2010 liczyło 429 mieszkańców.